# Caladenia ericksoniae
Caladenia ericksoniae är en orkidéart som beskrevs av William Henry Nicholls. Caladenia ericksoniae ingår i släktet Caladenia och familjen orkidéer. Inga underarter finns listade i Catalogue of Life.